# Necepsia
Necepsia es un género perteneciente a la familia de las euforbiáceas con dos especies de plantas.

## Taxonomía
El género fue descrito por David Prain y publicado en Bulletin of Miscellaneous Information Kew 1910: 343. 1910. La especie tipo es: Necepsia afzelii Prain	

## Especies aceptadas
A continuación se brinda un listado de las especies del género Necepsia aceptadas hasta octubre de 2012, ordenadas alfabéticamente. Para cada una se indica el nombre binomial seguido del autor, abreviado según las convenciones y usos.
- Necepsia afzelii Prain
- Necepsia castaneifolia (Baill.) Bouchat & J.Léonard
- Necepsia zairensis Bouchat & J.Léonard